# Canal de la Mànega
|  | Per a altres significats, vegeu «Mànega». |

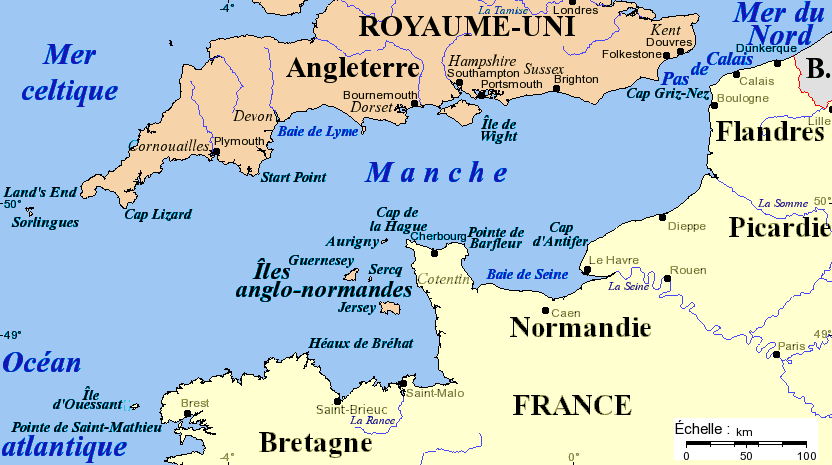
Mapa amb la nomenclatura francesa

El canal de la Mànega (en anglès English Channel; en francès La Manche) forma part de l'oceà Atlàntic i el comunica amb la mar del Nord. Situat a l'oest d'Europa, separa el nord-est de França de l'illa de la Gran Bretanya. És la zona de transport marítim més concorreguda del món.
Té uns 560 km de llarg i varia d'amplada des de 240 km en el seu màxim ample fins a 34 km al més estret a l'Estret de Calais (també anomenat estret de Dover), on només 34 quilòmetres de distància separen Dover del cap francès Gris-Nez. És el més petit dels mars poc profunds al voltant de la plataforma continental d'Europa, amb una superfície d'uns 75.000 km².
Al sud-oest del canal, prop de la costa francesa de la Normandia, hi ha les illes Anglonormandes, pertanyents al Regne Unit. L'illa francesa d'Ouessant, davant la costa bretona, marca l'extrem occidental del canal. A la zona sud del canal hi destaca la península de Cotentin.
El nom català del canal prové del francès, en què la Manche vol dir "la màniga". Aquest mateix significat és el que s'ha conservat en alemany (Der Ärmelkanal), en italià (la Manica) o en esperanto (Manika Markolo), a diferència de l'anglès, que l'anomena "canal anglès" (English Channel) o el neerlandès, que en diu simplement "el canal" (Het Kanaal); l'espanyol (Canal de la Mancha) i el portuguès (Canal da Mancha), curiosament, adapten la forma francesa tan sols fonèticament però sense conservar-ne el significat originari, ja que Mancha no fa referència a cap màniga. En altres idiomes: normand, la Maunche; jerseiès, lé Ch'na; Guernseiès, lé Ch'nal; bretó, Mor Breizh; gal·lès: Môr Udd; còrnic: Mor Bretannek; neerlandès, Het Kanaal.
El Canal va ser un factor clau perquè la Gran Bretanya es convertís en una superpotència naval i ha estat utilitzat per Gran Bretanya com un mecanisme de defensa natural pel qual es van produir moltes possibles invasions, com les Guerres Napoleòniques i les d'Adolf Hitler a la Segona Guerra Mundial aturat.
La població al voltant del Canal de la Mànega es troba predominantment a la costa anglesa i les principals llengües que es parlen en aquesta regió són el francès i l'anglès.

## Noms
El nom apareix per primera vegada a les fonts romanes com Oceanus Britannicus (o Mare Britannicum, que significa l'oceà britànic o el mar britànic). Les variacions d'aquest terme van ser utilitzades per escriptors influents com Ptolemeu, i es van mantenir populars entre els autors britànics i continentals fins a l'època moderna. Altres noms llatins per al mar inclouen Oceanus Gallicus (l'oceà gal) que va ser utilitzat per Isidor de Sevilla al segle VI.
El terme mar britànic encara s'utilitza a Cornualla i Bretanya, amb el mar conegut com a Mor Bretannek en còrnic i Mor Breizh en bretó. Tot i que és probable que aquests noms derivin del terme llatí, és possible que siguin anteriors a l'arribada dels romans a la zona. El gal·lès modern sovint Môr Udd (el Mar del Senyor/del Príncep), però aquest nom va descriure originalment tant el Canal com el Mar del Nord combinats.
Els textos anglosaxons fan referència al mar com a Sūð-sǣ ("Mar del Sud"), però aquest terme va caure en desgracia, ja que els autors anglesos posteriors van seguir les mateixes convencions que els seus contemporanis llatins i normands. Un nom anglès que va persistir va ser Narrow Seas, un terme col·lectiu per al canal i el Mar del Nord. Quan Anglaterra (seguida per Gran Bretanya i el Regne Unit) reclamava la sobirania sobre el mar, es va nomenar un almirall de la Royal Navy amb funcions de manteniment en els dos mars. L'oficina es va mantenir fins al 1822, quan diverses nacions europees (inclòs el Regne Unit) van adoptar un límit de tres milles a les aigües territorials.

### Canal Anglès

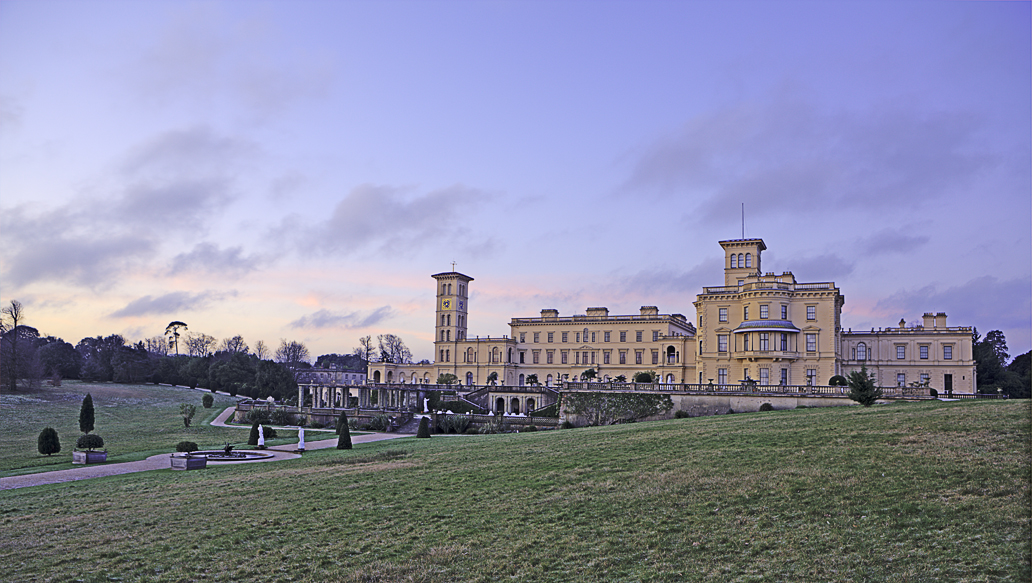
Palau d'Osborne, el refugi d'estiu de la reina Victòria a l'illa de Wight. A partir de finals del, els assentaments a la costa del Canal de la Mànega i als voltants d'Anglaterra es van convertir ràpidament en pròspers centres balnearis, reforçats per la seva associació amb la reialesa i les classes mitjanes i altes.

La paraula canal es va registrar per primera vegada en anglès mitjà al segle xiii i es va prendre del francès antic chanel (una forma variant de chenel 'canal'). A mitjans del segle xv, un mapa italià basat en la descripció de Ptolemeu va anomenar el mar Britanicus Oceanus nunc Canalites Anglie (oceà britànic però ara Canal de la Mànega). El mapa és possiblement el primer ús registrat del terme Canal de la Mànega i la descripció suggereix que el nom havia estat adoptat recentment.
Al segle xvi, els mapes holandesos es referien al mar com l’Engelse Kanaal (Canal Anglès) i cap a la dècada de 1590, William Shakespeare va utilitzar la paraula Canal a les seves obres de teatre d'Història d’Enric VI, suggerint que en aquella època, el nom era entès popularment pels anglesos.
Al segle xviii, el nom de Canal de la Mànega era d'ús comú a Anglaterra. Després de les Actes d'unió de 1707, aquest va ser substituït en els mapes i documents oficials pel Canal Britànic o el Mar Britànic durant gran part del segle següent. No obstant això, el terme Canal de la Mànega es va mantenir popular i finalment es va utilitzar oficialment al segle xix.

### La Manche

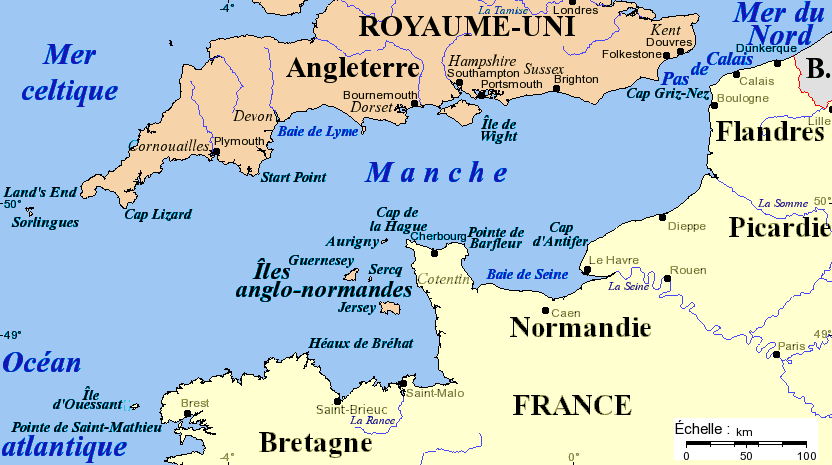
Mapa de la zona del canal amb nomenclatura francesa

El nom francès la Manche s'utilitza almenys des del segle xvii. Normalment es diu que el nom fa referència a la forma del canal. L'etimologia popular l'ha derivat d'una paraula celta que significa "canal" que també és la font del nom per al minch a Escòcia, però aquest nom no està documentat abans del segle xvii, i les fonts franceses i britàniques d'aquella època són clares sobre la seva etimologia. El nom en francès ha estat adaptat directament a altres llengües romàniques (castellà: Canal de la Mancha, portuguès: Canal da Mancha, italià: Canale della Manica, romanès: Canalul Mânecii) així com l'alemany (Ärmelkanal).

## Naturalesa

### Geografia

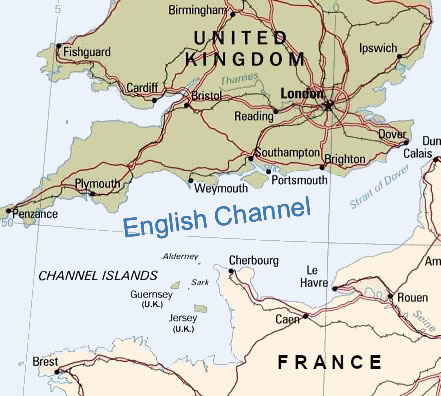
Mapa del canal de la Mànega

L'Organització Hidrogràfica Internacional defineix els límits del Canal de la Mànega de la següent manera:
| « | A l'oest. Una línia que uneix Illa Vierge (48° 38′ 23″ N, 4° 34′ 13″ O / 48.63972°N,4.57028°O) amb Land's End (50° 04′ N, 5° 43′ O / 50.067°N,5.717°O). A l'Est. El límit sud-oest del Mar del Nord. | » |

L'OHI defineix el límit sud-oest del mar del Nord com "una línia que uneix el far de Walde (França, 1°55'E) i Leathercoat Point (Anglaterra, 51°10'N)". El far de Walde és a 6 km a l'est de Calais (50° 59′ 06″ N, 1° 55′ 00″ E / 50.98500°N,1.91667°E), i Leathercoat Point es troba a l'extrem nord de la badia de St Margaret, Kent, a uns 8 km al Nord-est de Dover (51° 10′ 00″ N, 1° 24′ 00″ E / 51.16667°N,1.40000°E).

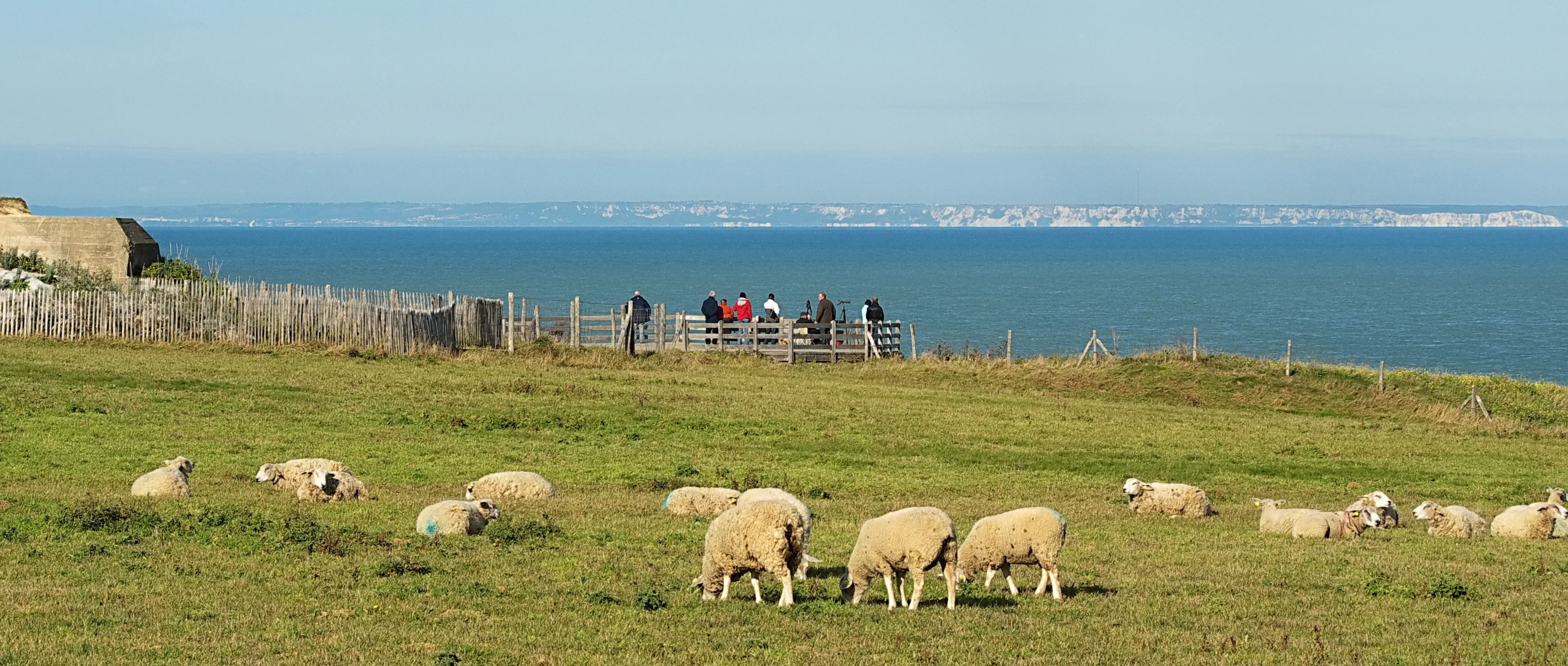
L'estret de Dover vist des de França, mirant cap a Anglaterra. Els penya-segats blancs de Dover a la costa anglesa són visibles des de França en un dia clar.

L'Estret de Calais a l'extrem oriental del Canal, és el seu punt més estret, mentre que el seu punt més ample es troba entre la badia de Lyme i el golf de Sant-Maloù, prop del seu punt mitjà. És relativament poc profund, amb una profunditat mitjana d'uns 120 m a la seva part més ampla, reduint-se a una profunditat d'uns 45 m entre Dover i Calais. Cap a l'est a partir d'aquí, el mar del Nord contigu es redueix a uns 26 m als Broad Fourteens, on es troba sobre la conca hidrogràfica de l'antic pont terrestre entre East Anglia i els Països Baixos. Arriba a una profunditat màxima de 180 m a la vall submergida de Hurd's Deep, 48 km l'oest-nord-oest de Guernsey. La regió oriental al llarg de la costa francesa entre Cherbourg i la desembocadura del riu Sena a Le Havre es coneix sovint com la badia del Sena (francès: Baie de Seine).

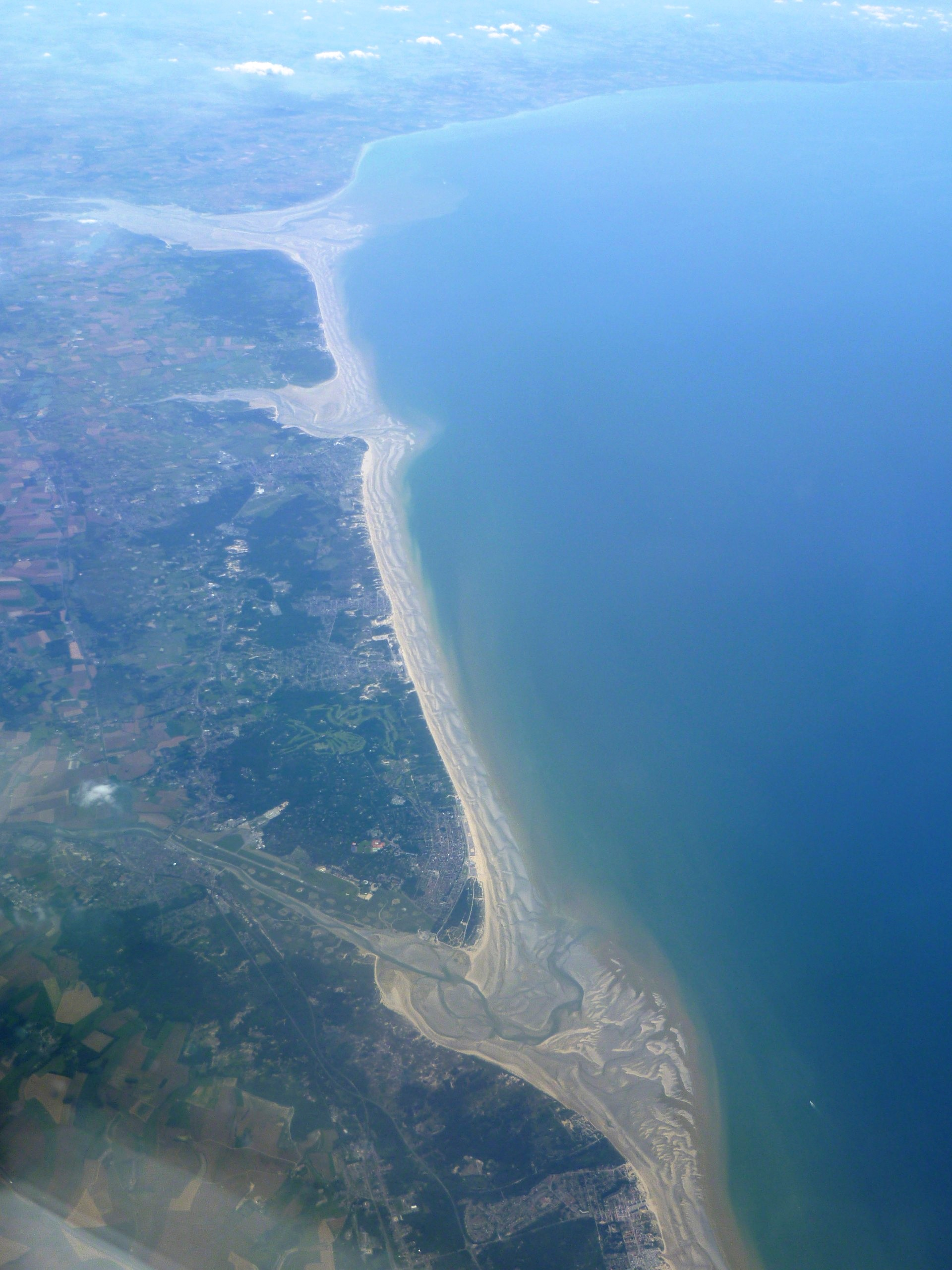
Tres desembocadures franceses. De dalt a baix: la Somme, l'Authie i la Canche

Hi ha diverses illes importants al Canal, les més notables són l'illa de Wight davant de la costa anglesa i les Illes Anglonormandes, dependències de la Corona britànica davant de la costa de França. La línia de costa, particularment a la costa francesa, està profundament sagnada; diverses petites illes properes a la costa, com Chausey i Le Mont-Saint-Michel, es troben sota la jurisdicció francesa. La península de Cotentin a França sobresurt al Canal, mentre que al costat anglès hi ha un petit estret paral·lel conegut com el Solent entre l'illa de Wight i el continent. La Mar Cèltica es troba a l'oest del Canal.
El canal actua com un embut que amplifica el rang de marea des de menys d'un metre com s'observa al mar a més de 6 metres com s'observa a les Illes Anglonormandes, la costa oest de la península de Cotentin i la costa nord de Bretanya. La diferència de temps d'unes sis hores entre les aigües altes als límits oriental i occidental del Canal és indicativa de l'ampliació del rang de marea per la ressonància.
El canal es divideix en les àrees següents, des de l'est:
- Dover
- Wight
- Portland
- Plymouth

### Orígens geològics

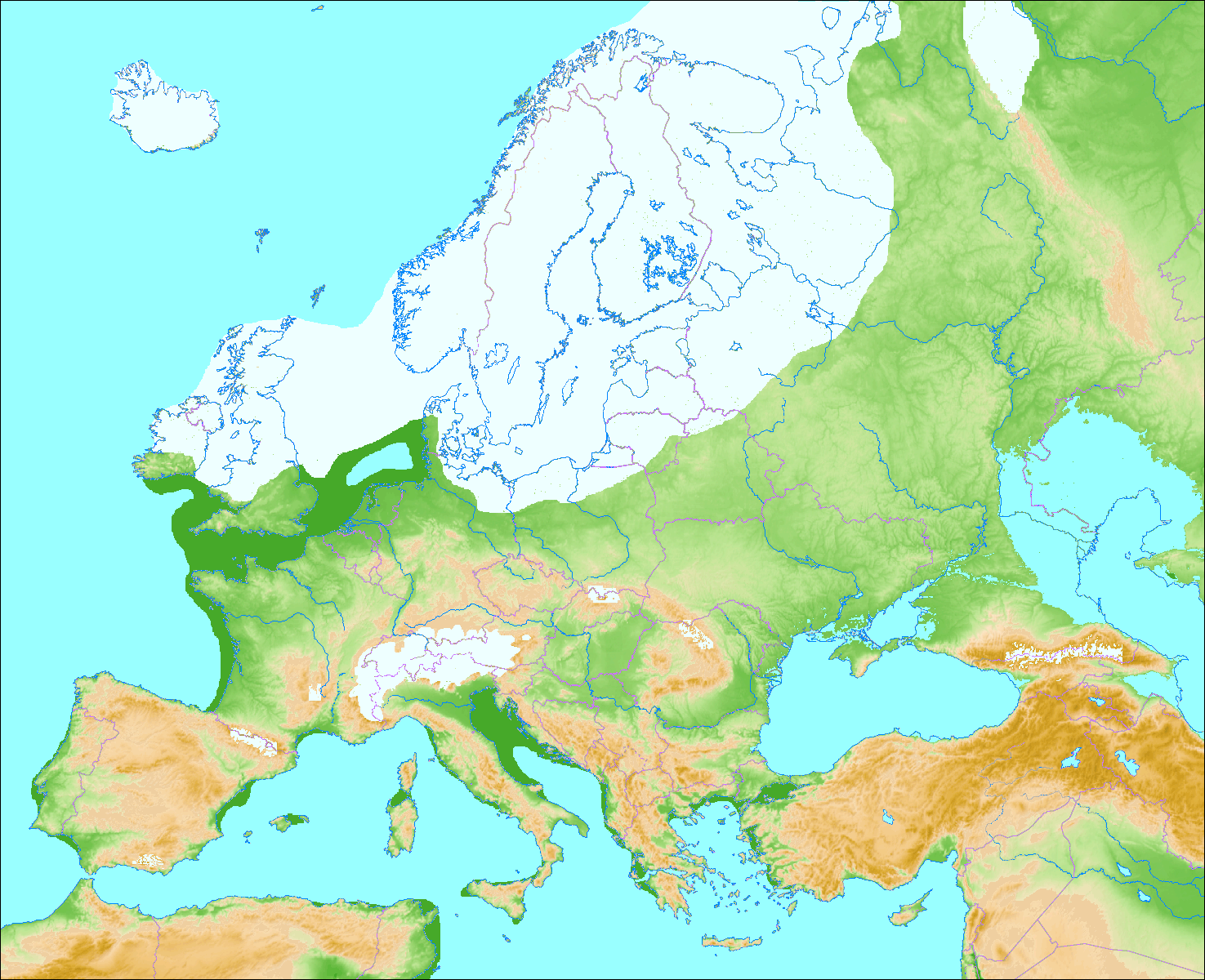
Europa durant l'últim màxim glacial fa 20.000 anys

El Canal és d'origen geològicament recent, havent estat terra ferma durant la major part del període del Plistocè. Abans de la glaciació Devensiana (el període glacial més recent, que va acabar fa uns 10.000 anys), Gran Bretanya i Irlanda formaven part de l'Europa continental, enllaçades per un anticlinal Weald-Artois ininterromput, una cresta que actuava com una presa natural que retenia una gran aigua dolça, llac proglacial a la regió de Doggerland, ara submergit sota el mar del Nord. Durant aquest període, el mar del Nord i gairebé totes les illes britàniques estaven cobertes de gel. El llac s'alimentava de l'aigua de desglaç del Bàltic i de les capes de gel de Caledònia i Escandinava que s'unien al nord, bloquejant-ne la sortida. El nivell del mar era d'uns 120 m més baix del que és avui. Després, entre 450.000 i 180.000 anys, almenys dues inundacions catastròfiques dels llacs glacials van trencar l'anticlinal de Weald-Artois.
La primera riuada de fa 450 mil anys hauria durat uns quants mesos, alliberant fins a un milió de metres cúbics d'aigua per segon. La riuada va començar amb grans, però localitzades cascades sobre la carena, que van excavar depressions conegudes ara com a Fosses Dangeard. El flux va erosionar la carena de retenció, fent que la presa de roca fallés i alliberant l'aigua del llac a l'Atlàntic. Després de múltiples episodis de canvi del nivell del mar, durant els quals les Fosses Dangeard es van omplir en gran part per diverses capes de sediments, una altra inundació catastròfica fa uns 180.000 anys va tallar una gran vall amb sòls de roca, el canal de Lobourg, d'uns 500 m d'ample i 25 m de profunditat. des del sud de la conca del mar del Nord a través del centre de l'estret de Dover i cap al canal de la Mànega. Va deixar illes aerodinàmiques, solcs d'erosió longitudinals i altres trets característics dels esdeveniments catastròfics de megainundació, encara presents al fons del mar i ara revelats per un sonar d'alta resolució. A través del canal fregat passava un riu, el riu Channel, que drenava el Rin i el Tàmesi combinats cap a l'oest fins a l'Atlàntic.
Les inundacions van destruir la cresta que connectava Gran Bretanya amb l'Europa continental, tot i que una connexió terrestre a través del sud del mar del Nord hauria existit de manera intermitent en èpoques posteriors quan els períodes de glaciació van donar lloc a la baixada del nivell del mar. Al final de l'últim període glacial, l'augment del nivell del mar va trencar finalment l'última connexió terrestre.

### Ecologia
Com a ruta de navegació molt transitada, el Canal experimenta problemes ambientals després d'accidents en què hi participen vaixells amb càrrega tòxica i vessaments de petroli. De fet, més del 40% dels incidents del Regne Unit que amenacen la contaminació es produeixen al Canal o molt a prop. Un fet va ser el MSC Napoli, que el 18 de gener de 2007 va ser varat amb gairebé 1700 tones de càrrega perillosa a la badia de Lyme, un litoral protegit Patrimoni de la Humanitat. El vaixell havia estat danyat i es dirigia cap al port de Portland.
El Canal de la Mànega, tot i ser una ruta de navegació molt transitada, continua sent en part un refugi per a la vida salvatge. Les espècies oceàniques atlàntiques són més comunes a les parts més occidentals del canal, particularment a l'oest de Start Point, Devon, però de vegades es poden trobar més a l'est cap a Dorset i l'illa de Wight. Els albiraments de foques són cada cop més freqüents al llarg del Canal de la Mànega, amb la foca grisa i la foca portuària registrades amb freqüència.

## Formació del canal
Abans del final de l'última glaciació, uns 10.000 anys enrere, el conjunt de les illes Britàniques formava part del continent europeu.
En retirar-se el gel de la glaciació, es va formar un gran llac a la part sud-oriental de l'actual mar del Nord, que drenava cap a l'Atlàntic a través d'un petit canal a l'altura de Dover i Calais.
Al voltant del 6500 aC, una forta erosió va anar desgastant la roca calcària de l'estret i va crear definitivament el Canal de la Mànega. Des de llavors l'acció de les ones sobre les costes ha augmentat l'amplada de l'estret. Aquest mateix efecte continua avui en dia.

## Importància històrica
El canal de la Mànega sempre ha estat la millor defensa de la Gran Bretanya: és l'accident geogràfic que li ha permès d'intervenir i d'evitar possibles entrades en conflictes europeus. Va impedir a Napoleó i Hitler la invasió del país.
S'hi han succeït moltes invasions (o intents d'invasió) com la conquesta normanda d'Anglaterra, l'Armada Invencible o la batalla de Normandia. També hi ha hagut moltes batalles navals, com la batalla de Portland, la batalla de La Hougue i la topada entre l'USS Kearsarge i el CSS Alabama.
Al mateix temps, la Mànega ha servit com a vincle comú cultural i polític, des de les societats celtes, la cultura imperial romana, la fundació de Bretanya pels colons provinents de la Gran Bretanya, fins a l'estat anglonormand.
El comerç pel canal ha estat un altre element important per a les societats d'ambdues ribes des de temps prehistòrics; producte d'això hi ha un gran nombre de ports d'importància a les dues bandes de l'estret:
- Dover
- Calais
- Dieppe
- Southampton
- Portsmouth
- Le Havre
- Cherbourg

## Economia

### Navegació

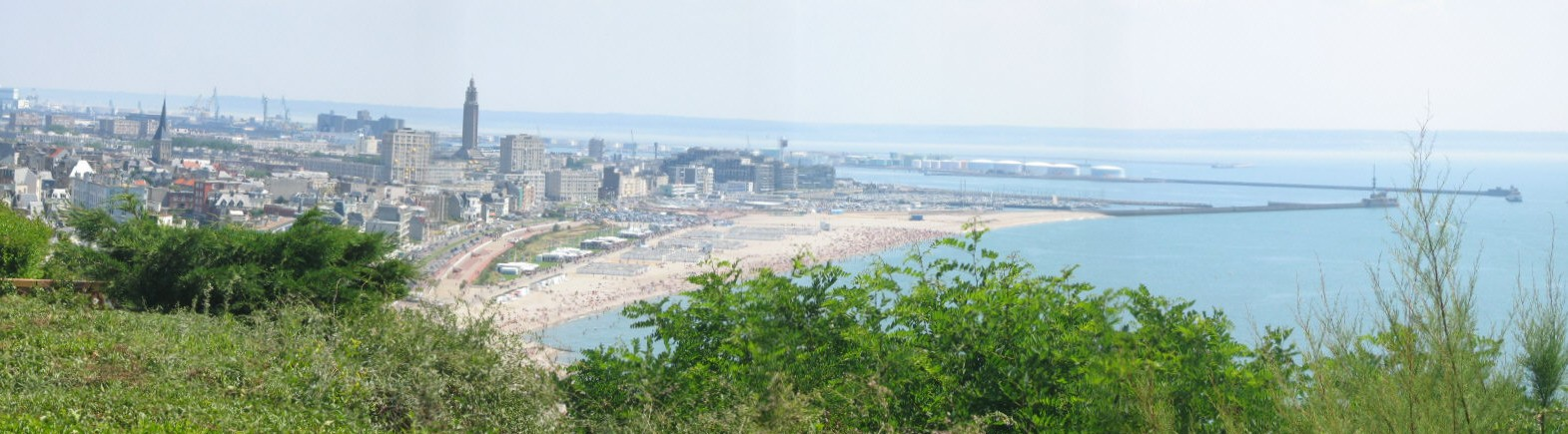
La platja de Le Havre i una part de la ciutat reconstruïda

El Canal té trànsit tant a les rutes del Regne Unit – Europa com del Mar del Nord – Atlàntic i és la via marítima més transitada del món, amb més de 500 vaixells al dia. Després d'un accident el gener de 1971 i d'una sèrie de desastroses col·lisions al febrer, el Dover TSS, el primer esquema de separació de trànsit controlat per radar del món, va ser creat per l'Organització Marítima Internacional. L'esquema exigeix que els vaixells que viatgin cap al nord hagin d'utilitzar el costat francès, viatjant al sud pel costat anglès. Hi ha una zona de separació entre els dos carrils.
El sistema de control de trànsit de llarg abast basat a la costa es va actualitzar el 2003 i hi ha una sèrie de sistemes de separació de trànsit en funcionament. Tot i que el sistema és intrínsecament incapaç d’assolir els nivells de seguretat obtinguts dels sistemes d’aviació com el sistema d’evitació de col·lisions de trànsit, ha reduït els accidents a un o dos a l’any.
Els sistemes GPS marins permeten preprogramar els vaixells perquè segueixin els canals de navegació amb precisió i automàticament, evitant encara més el risc d’encallar, però després de la col·lisió fatal entre els vaixells Dutch Aquamarine i Ash a l’octubre del 2001, l'Oficina d'Investigació d'Accidents Marins de Gran Bretanya (MAIB) va publicar un butlletí de seguretat on afirmava que en aquestes circumstàncies tan inusuals, l'ús del GPS havia contribuït realment a la col·lisió. Els vaixells mantenien un rumb automatitzat molt precís, un directament darrere de l’altre, en lloc de fer ús de tota l’amplada dels carrils de circulació com ho faria un navegador humà.
Una combinació de dificultats del radar en la vigilància de zones properes als penya-segats, un error en un sistema de circuit tancat de televisió, un funcionament incorrecte de l’ancoratge, la incapacitat de la tripulació per seguir els procediments estàndard d’utilitzar un GPS per proporcionar un avís precoç del vaixell que arrossega l’ancoratge i la reticència a admetre l'error i engegar el motor que va provocar que el MV Willy encallés a Cawsand Bay, Cornualla, el gener del 2002. L'informe del MAIB deixa clar que els controladors del port van ser informats dels imminents desastres pels observadors de terra abans que la tripulació se n'adonés. El poble de Kingsand va ser evacuat durant tres dies a causa del risc d'explosió, i el vaixell va quedar varat durant 11 dies.

### Transbordadors

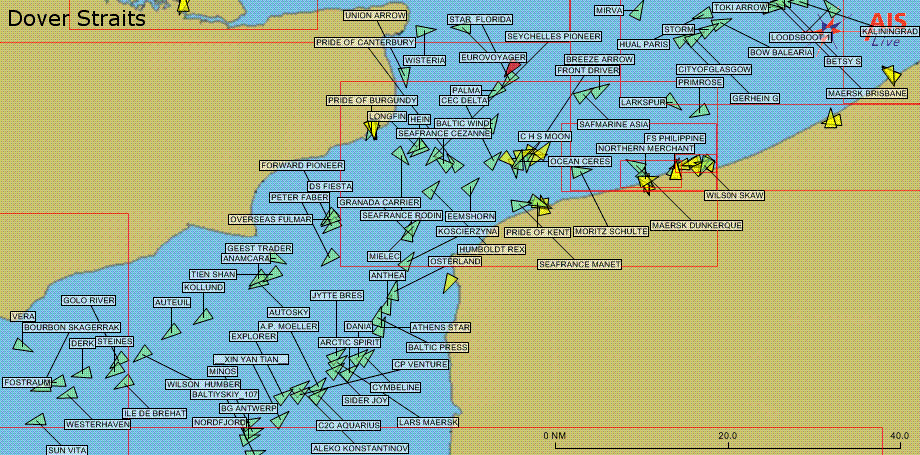
Sistema d'Identificació Automàtica que mostra el trànsit al canal el 2006

Rutes importants dels transbordadors:
- Dover - Dunkerque
- Dover - Calais
- Newhaven – Dieppe
- Portsmouth – Caen
- Portsmouth – Cherbourg
- Portsmouth – Le Havre
- Portsmouth – Bilbao
- Portsmouth – Santander
- Poole – Sant-Maloù
- Weymouth – Sant-Maloù
- Plymouth – Roscoff
- Plymouth – Santander

A la importància del tràfic comercial i de passatgers que uneix les dues ribes del canal cal afegir-hi la que representa el que travessa el canal i que uneix les economies de l'Europa del nord amb la resta del món. Tot aquest tràfic marítim combinat fa que el canal de la Mànega sigui una de les vies de comunicació més importants del món, i una de les principals pel que fa al comerç marítim (algunes fonts consideren que concentra més de la quarta part del comerç marítim mundial).
Els centres de vacances costaners, com ara Brighton i Deauville, inicialment fomentats per al turisme aristocràtic a començament del segle xix, s'obriren posteriorment a altres classes socials i han adoptat un estil de complex de lleure que ha influït notablement arreu del món.

### L'Eurotúnel
Actualment, moltes persones i mercaderies creuen el canal de la Mànega pel "Túnel del Canal", "Chunnel" o "Eurotúnel", inaugurat el 1994. Aquesta enorme proesa d'enginyeria, proposada per primer cop per Napoleó, connecta la Gran Bretanya amb el continent mitjançant el tren o l'automòbil.
Ara és normal viatjar entre Brussel·les o París i Londres amb el tren Eurostar.

## Travesses històriques del Canal
El 7 de gener de 1785, el francès Jean-Pierre Blanchard i l'estatunidenc John Jeffries viatgen des de Dover (Regne Unit) fins a Calais (França) amb un globus aerostàtic, i són els primers a creuar l'estret per l'aire.
Matthew Webb és, el 1875, la primera persona que creua el canal nedant. El 6 d'agost de 1926, Gertrude Ederle és la primera dona a fer-ho, i supera el rècord masculí en dues hores.
El 1909, Louis Blériot, des de França, fou la primera persona a creuar l'estret amb avió.
El 1979, l'aeroplà Gossamer Albatross guanya les 100.000 lliures de premi que hom havia reservat per al primer enginy que creués el canal mitjançant la força humana. El pilot, Bryan Allen, pedalà 3 hores per complir l'objectiu.